# Cao Pi
Cao Pi (kinesiska: 曹丕, pinyin: Cao Pi) född 187 i Kina, död 226, var den förste kejsaren av den kinesiska kungadömet Cao Wei. Han var och son till krigsherren Cao Cao (155-220) och bror till poeten Cao Zhi (192 – 232). Med hans störtande av Handynastins siste kejsare, Xian, 220 började de tre kungadömenas period i Kina. 
Som sin far var han också poet. Hans svalesång (燕歌行, Yàngēxíng) är den första kinesiska sjustavelsedikten (七言诗, Qīyánshī). Hans diskurs om litteratur (典论) har gått förlorad för eftervärlden.